# 日本とホンジュラスの関係
日本とホンジュラスの関係（にほんとホンジュラスのかんけい、スペイン語: Relaciones Japón-Honduras、英語: Japan–Honduras relations） では、日本とホンジュラスの関係について概説する。

## 両国の比較
|             | ホンジュラス                | 日本                           | 両国の差                      |
| ----------- | --------------------------- | ------------------------------ | ----------------------------- |
| 人口        | 974万6117人（2019年）       | 1億2626万人（2019年）          | 日本はホンジュラスの約13倍    |
| 国土面積    | 11万2490km²                 | 37万7972 km²                   | 日本はホンジュラスの約3.4倍   |
| 首都        | テグシガルパ                | 東京都                         |                               |
| 最大都市    | テグシガルパ                | 東京都区部                     |                               |
| 政体        | 共和制 大統領制             | （民主制）議院内閣制           |                               |
| 公用語      | スペイン語                  | 日本語（事実上）               |                               |
| 国教        | なし                        | なし                           |                               |
| GDP（名目） | 250億9539万米ドル（2018年） | 5兆819億6954万米ドル（2019年） | 日本はホンジュラスの約202.5倍 |

## 歴史

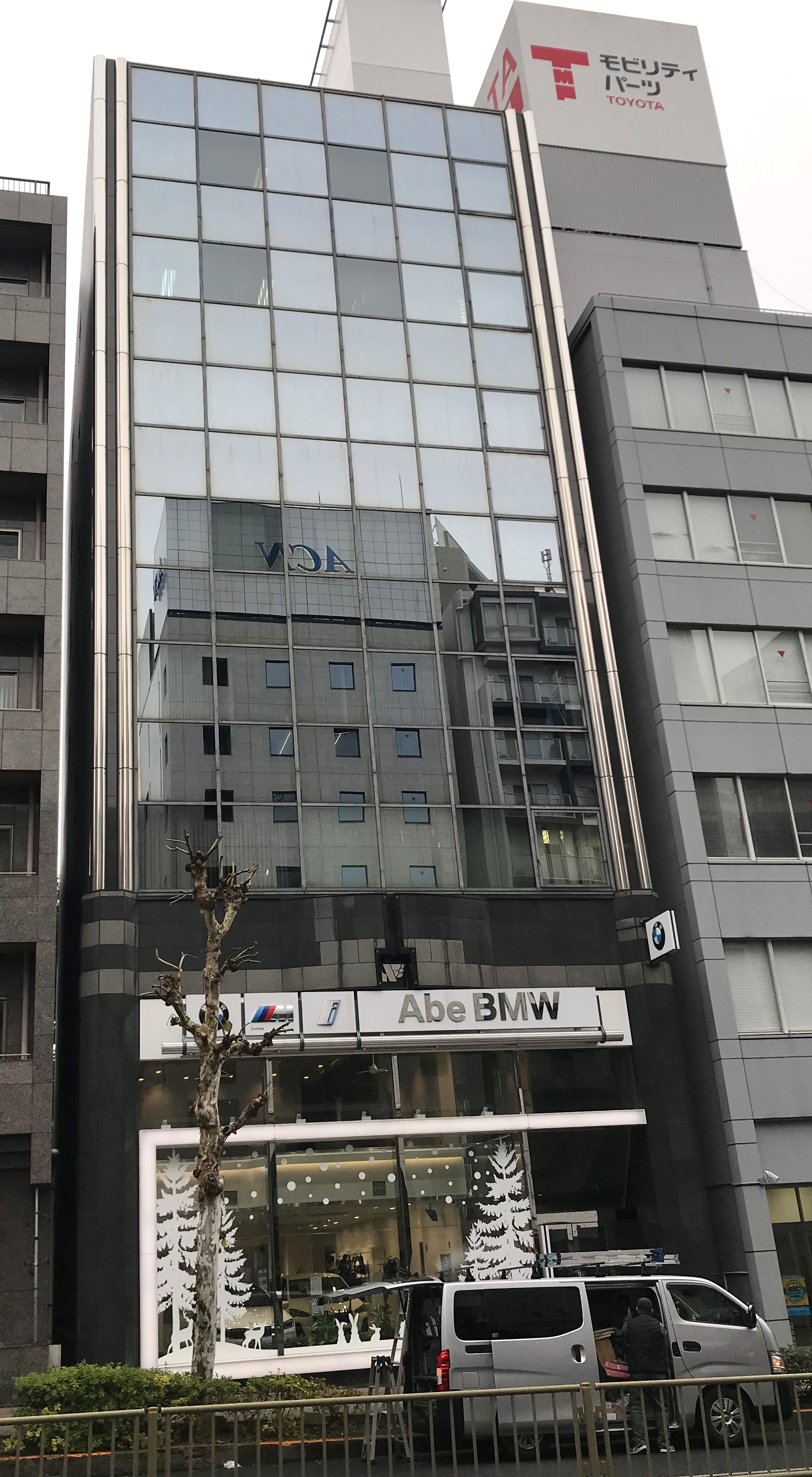
駐日ホンジュラス大使館が入居する東麻布アベビル

1935年2月に両国の間に外交関係が樹立し、樹立後まもなくは在メキシコ日本帝国公使館が在ホンジュラス日本帝国公使館を兼轄していた。しかし、第二次世界大戦により1941年12月に外交関係が絶たれ、公使館も閉鎖。国交が復活したのは両国ともにサンフランシスコ平和条約への批准を終えた1953年10月であった。戦後しばらくは戦前に続いて在メキシコ日本国大使館が在ホンジュラス日本国公使館を兼轄しており、1967年には相互に公使館から在ホンジュラス日本国大使館に格上げと、東京での駐日ホンジュラス大使館の設置が行われた。1971年には兼轄が解消され、テグシガルパに在ホンジュラス日本国大使館の実館が開設された。日本が経済大国として復興して以降はODAを通じて交流が進んでいる。
1998年、カリブ海で発達したハリケーン・ミッチは、レベル5の勢力を保ったままホンジュラスに上陸し、死者6,600人・行方不明者8,052人・負傷者11,762人・被災者140万人・避難民213万人・被害総額40億ドルという甚大な被害をもたらした。この被害は、隣国ニカラグアやグアテマラ、エルサルバドルなどを大きく凌ぐものであった。ホンジュラス政府は正式に日本政府に援助を要請し、これを受けて日本は人道援助のため国際緊急援助隊として初となる自衛隊の医療部隊をホンジュラスに派遣している（自衛隊ホンジュラス派遣）。

## 外交
1990年の即位の礼に際して大統領カジェハスや外務大臣カリアスといった要人が初めて訪日している。1997年には大統領カルロス・ロベルト・レイナが訪日、続く2004年5月と2005年の4月・8月にはマドゥーロ大統領が実務訪問賓客として立て続けに来日し、滞日中、天皇明仁との会見や内閣総理大臣小泉純一郎との会談を行い、特に会談では「日・中米サミット」が提案されるなど日本との関係強化が図られている。さらに2015年には大統領エルナンデスが来日して総理大臣の安倍晋三と首脳会談を実施し、「日・ホンジュラス共同声明」が発表されてより経済や文化で協調していく事が志された。このように、外交では友好的な関係が築かれている。
また、ホンジュラスは1998年のハリケーン・ミッチの際に自衛隊に援助された経験がある事から、日本の常任理事国参入などの安全保障面での活躍に賛成しており、安保理改革についても協力していく事が2015年の首脳会談の際には確認された。

## 経済交流
ホンジュラスの2019年対日貿易は輸出が64.63億円に対し、輸入が93.36億円とホンジュラスの赤字になっている。主要品目は輸出品がコーヒー、衣類、メロン、エビなどであり、特にコーヒーは2017年には4643トンを日本に輸出している。日本にとってホンジュラスは第十位のコーヒー輸入先であり、重要なコーヒー供給国である。ただし、輸入量は2000年の時点で16681トン、2015年の時点で6020トンと年々減少しており、コーヒー輸入におけるホンジュラスの重要度は下がりつつある。一方、ホンジュラスは日本から主に自動車を輸入している。
日本は2018年までに累計1700億円以上の経済支援を行ってきた。日本はカナダ、アメリカ合衆国、スペイン、スイスに次ぐ主要なホンジュラス援助国である。支援内容としては、ホンジュラスは首都テグシガルパ周辺や第二の都市サン・ペドロ・スーラ周辺と、それ以外の地方に大きな教育・経済・インフラ格差が存在するため、地方整備が重点的に行われている。そのほか、ホンジュラスは国土の8割が山岳でありハリケーンなど自然災害に脆弱という特徴がある事から、同じく山地が7割を占める日本が培った防災技術が提供されている。また、ホンジュラス経済はコーヒーやバナナなど一次産品への依存度が高い。これを解消する為の観光業、海外製造業の誘致などにも日本は積極的に協力している。

## 文化交流
ホンジュラスにおいては、従来から国際協力機構の青年海外協力隊日本語教師によって日本語教室が開講されていたものの、1990年代に日本語教師派遣の打ち切りによって一度ホンジュラスにおける日本語教育は途絶えた。しかし、その後各方面から日本語教育を求める声が高まり、現在ではホンジュラス国立自治大学、ホンジュラス国立教育大学テグシガルパ校、サン・ペドロ・スーラ校などで日本語講義が開講され、また地方都市の大学や在サン・ペドロ・スーラ日本名誉総領事館などでも小規模ながら日本語教室が開かれている。
漫画やアニメといった日本のポップカルチャーの浸透、さらには伝統文化の認知も見られる。2020年2月・3月には、プロの阿波踊り集団「寶船」が中米カリブ海地域5カ国にて大規模なツアー公演を行い、ホンジュラスの首都テグシガルパでも開催された。

## 外交使節

### 駐日ホンジュラス大使・公使

#### 駐日ホンジュラス公使
1. ジャック・ハラリ（1964～1966年）[20]
2. アルトゥーロ・トーレス・ウィルス（1966～1967年）[20]

#### 駐日ホンジュラス大使
- アルトゥーロ・トーレス・ウィルス（公使より昇格、1967年～、信任状捧呈は10月18日[21]）
- アニバル・エンリケ・キニョーネス・アバルカ（1989年以前[22][23]～1994年[24]）
- エドガルド・セビージャ・イディアケス（1996～2002年、信任状捧呈は10月28日[25]）
- （臨時代理大使）エマ・ジョランダ・バトレス・ライタノ（2002年）
- カルロス・マヌエル・セロン・ペピトニ（ドイツ語版）（2002～2006年[26]、信任状捧呈は12月11日[27]）
- （臨時代理大使）エマ・ジョランダ・バトレス・ライタノ（2006～2007年）
- ナディナ・ジョイス・レフェブレ・ラブロ（2007～2010年、信任状捧呈は7月4日[28]）
- （臨時代理大使）ラムセス・ラダメス・ラゴス・バジェ（2010年）
- マルレーネ・ビジェラ・デ・タルボット（2010～2016年、信任状捧呈は9月22日[29]）
- （臨時代理大使）カルロス・オナン・メンドサ・トバル（2016～2017年）
- エクトル・アレハンドロ・パルマ・セルナ（2017～2022年、信任状捧呈は12月21日[30]）
- （臨時代理大使）ディマス・アレクシ・エスコバル・ギージェン（2022年）
- （臨時代理大使）アニバル・アロルド・アルドン・シルバ（2022～2024年）
- ハロルド・エフライン・ブルゴス・カストロ（2024年～、信任状捧呈は4月4日[31]）